# Reichskriminalpolizeiamt
La Reichskriminalpolizeiamt (abreviado RKPA) era el departamento central de investigación criminal de la Alemania nazi, fundado en 1936 después de que el departamento central de investigación criminal de Prusia (Landeskriminalpolizeiamt) se convirtiera en el departamento nacional de investigación criminal de Alemania. Se fusionó, junto con el departamento de policía secreta del estado, Geheime Staatspolizei (Gestapo) como dos departamentos de la sucursal secundaria de la Sicherheitspolizei (SiPo). El SiPo estaba bajo el mando general de Reinhard Heydrich. En septiembre de 1939, con la fundación de la Reichssicherheitshauptamt (Oficina Central de Seguridad del Reichh; RSHA), Sicherheitspolizeias, una agencia estatal en funcionamiento, dejó de existir cuando el departamento se fusionó con la RSHA.

## Organización central
La organización central contenía un registro nacional de vigilancia y once centros para delitos nacionales. A continuación se presentan:
- Fraude
- Drogas
- Personas desaparecidas
- Pornografía
- Tráfico
- Carteristas internacionales
- Juego ilegal
- "Pueblo romaní"
- Graves crímenes violentos
- Fraude profesional
- Robo profesional

## Organización regional
14 Kriminalpolizeistellen (unidades de policía regional de investigación criminal)

## Organización local
51 Kriminalpolizeistellen (unidades de policía local de investigación criminal)

## Fusión
En 1936, la RKPA se formó después de que el departamento central de investigación criminal de Prusia (Landeskriminalpolizeiamt) se convirtiera en el departamento nacional de investigación criminal de Alemania. Las agencias de la policía estatal en Alemania se dividieron estatutariamente en la Ordnungspolizei (policía regular u orden) y la Sicherheitspolizei (policía de seguridad estatal; SiPo). El RKPA se fusionó, junto con la policía estatal secreta, el Geheime Staatspolizei o la Gestapo como dos departamentos de la sucursal secundaria del SiPo. Reinhard Heydrich fue puesto al mando general del SiPo y su oficina central de comando, la Hauptamt Sicherheitspolizei. Él ya era jefe de Sicherheitsdienst (SD) y Gestapo. Arthur Nebe fue nombrado Reichskriminaldirektor de la Reichskriminalpolizeiamt e informó a Heydrich.
En septiembre de 1939, se creó el Reichssicherheitshauptamt (RSHA) como la organización de comando para las diversas agencias estatales de investigación y seguridad. La Hauptamt Sicherheitspolizei fue oficialmente abolida y sus departamentos se incorporaron a la RSHA. El Reichskriminalpolizeiamt se convirtió en Amt V (Departamento V), Kriminalpolizei (Policía Criminal) en la RSHA. El 15 de agosto de 1944, Friedrich Panzinger asumió el cargo de jefe de Amt V en la RSHA hasta el final de la guerra en Europa.